# Jocul lui Gerald (film)
Jocul lui Gerald (titlu original: Gerald's Game) este un film de groază și psihologic american, regizat și montat de Mike Flanagan și scris de Jeff Howard și Flanagan. Este bazat pe romanul omonim scris de Stephen King. Rolurile principale sunt interpretate de Carla Gugino și Bruce Greenwood. 
A avut premiera pe 29 septembrie 2017 pe Netflix.

## Intrigă
Jessie și Gerald ajung cu mașina la o casă pe lac izolată din Fairhope, Alabama, pentru a petrece timp împreună. În timp ce el ia o pastilă Viagra, Jessie hrănește un câine vagabond afară, dar când reintră în casă, ușa este lăsată întredeschisă. Jessie se schimbă într-o nouă rochie de noapte, punând eticheta pe un raft de deasupra patului și începe să se așeze în poziții provocatoare. Gerald ia o a doua pastilă Viagra și lasă paharul cu apă pe același raft de deasupra patului. Pentru un joc sexual, el o leagă cu cătușe pe Jessie de fiecare stâlp al patului; ea pare puțin surprinsă de asta, dar merge mai departe. El începe să joace o fantezie de viol al unui străin, spunându-i să țipe după ajutor, știind că nimeni nu o va auzi. Puțin sceptică, ea merge și acum mai departe, dar începe să se simtă inconfortabil și îi spune să se oprească și să o elibereze; la care el răspunde, "Și dacă n-o fac?" După o ceartă aprinsă în care el o acuză că ea nu face nimic pentru a reaprinde relația, Gerald face infarct, cade pe podea, iar Jessie rămâne încătușată.
Câinele vagabond intră în cameră, iar Jessie încearcă să-l alunge, dar el mușcă din brațul lui Gerald și începe să-l mănânce. Gerald se ridică și începe să vorbească, dar Jessie observă că trupul încă e pe podea. Halucinația lui Gerald o ironizează pe Jessie în legătură cu adevărul despre mariajul lor înstrăinat și disfuncțiile sale erectile. Apoi el o informează că au trecut ore întregi, iar ea încă nu a făcut nimic și începe să sufere de deshidratare și oboseală. O halucinație a lui Jessie evadează miraculos din cătușe și scapă. Îi râde în nas lui Gerald, dar se întoarce și îi spune lui Jessie cea adevărată și încătușată că este ușor să scapi. Halucinațiile lui Gerald și Jessie îi spun lucruri despre ea și Gerald pe care nu a avut niciodată curajul să le recunoască. Ei îi amintesc lui Jessie de paharul de apă de deasupra patului, pe care ea reușește să-l ia, dar nu poate să-l ducă până la gură. Halucinațiile îi amintesc și de eticheta de pe raft, pe care ea o folosește pentru a o transforma într-un pai cu care reușește să bea apa.
Jessie adoarme, se trezește în întuneric și vede o siluetă obscură, înaltă și deformată care îi arată o servietă cu diferite oase și mărunțișuri. Câinele pare că simte și el prezența acestei siluete. Ea închide ochii și spune "Nu ești real." Gerald reapare și îi spune că această siluetă este Moartea care așteaptă să o ia. Gerald începe să îi spună lui Jessie "Șoricelule", vorbă care o neliniștește. Acest lucru declanșează o amintire cu tatăl ei, Tom, care în mod afectiv o numea "Șoricelul." Ea are 12 ani și se află într-o vacanță la o casă pe lac cu familia sa. În timp ce Jessie și tatăl ei stau singuri afară și privesc o eclipsă totală de soare, el îi sugerează să stea în poala lui, precum ea făcea când era mai mică. Odată ce face asta, el începe să se masturbeze. Jessie cea încătușată se trezește datorită crampelor și durerilor intense cauzate de întreruperea circulației la mâini. Halucinațiile lui Gerald și Jessie sunt sceptice despre faptul că ea a fost presată cu păstrarea unui asemenea secret și că acest lucru nu i-a influențat mariajul, chiar dacă ea s-a căsătorit cu un bărbat la fel ca tatăl său. Gerald o tachinează pe Jessie în legătură cu omul desfigurat pe care ea l-a văzut, pe care el îl numește "omul creat de razele Lunii", și arată la ceea ce se presupune că ar fi o urmă însângerată de picior de pe podea. După eclipsă, tatăl ei îi spune că îi este rușine de ceea ce a făcut și o manipulează în a nu spune nimănui vreodată ceea ce s-a întâmplat.
Jessie își amintește de cum s-a tăiat la mână în acea seară, când a spart un pahar, după ce mama ei a întrebat-o de eclipsă. Jessie cea încătușată sparge paharul cu apă și își taie venele pentru a-și retrage mâna extrem de însângerată din cătușe. Ea se trage cu patul până la cheie și se dezleagă la cealaltă mână. Bea niște apă și se bandajează, dar leșină pe podea datorită lipsei prea mare de sânge și a oboselii. Când se trezește, "omul creat de razele Lunii" este la capătul holului, iar ea îi dă inelul de logodnă pentru servieta sa cu mărunțișuri. Ea se îndreaptă spre mașină și pleacă, dar îl revede pe "om" pe bancheta din spate, acesta având impregnată eclipsa solară în ochi. Mașina intră într-un copac, dar niște persoane dintr-o casă din apropiere aud accidentul și o salvează pe Jessie.
Șase luni mai târziu, Jessie compune o scrisoare pentru ea cea de la 12 ani; se chinuie scriind cu mâna dreaptă datorită grefelor de piele necesare. Prin voiceover-uri și diferite cadre este dezvăluit cum ea s-a prefăcut că are amnezie pentru a evita întrebările dureroase despre cum a rămas încătușată. Ea a folosit banii din asigurarea de viață a lui Gerald pentru a fonda o asociație a victimelor de abuz sexual. Dar, în fiecare noapte, ea încă îl vede pe "omul creat de razele Lunii" înainte să adoarmă. Inelul ei de logodnă nu a fost niciodată găsit în casa de pe lac, iar ea a aflat de la știri de un om desfigurat ce suferă de acromegalie. Acesta este un criminal în serie care dezgroapă cripte și morminte, fură oase și bijuterii și, ocazional, mănâncă din fețele cadavrelor bărbaților. Acest lucru explică de ce el nu a rănit-o pe Jessie în casa de pe lac și de ce fața lui Gerald era desfigurată. Jessie merge la tribunal, la procesul "omului razelor Lunii" și îi atrage atenția. Omul încearcă să o ironizeze pe Jessie, repetând vorbele pe care ea i le-a spus speriată la casa de pe lac. Văzând și chipurile lui Gerald și Tom în locul feței sale desfigurate, ea îi spune "Ești mai mic decât îmi aminteam," și iese în stradă triumfătoare, în lumina puternică a razelor Soarelui.

## Distribuție
- Carla Gugino în rolul lui Jessie Burlingame, soția lui Gerald
  - Chiara Aurelia în rolul tinerei Jessie
- Bruce Greenwood în rolul lui Gerald Burlingame, soțul lui Jessie
- Carel Struycken în rolul "Omului Razelor Lunii"/Raymond Andrew Joubert
- Henry Thomas în rolul lui Tom, tatăl lui Jessie
- Kate Siegel în rolul lui Sally, mama lui Jessie

## Producție
La 19 mai 2014, Deadline.com a anunțat că Mike Flanagan a fost desemnat să regizeze o adaptare a romanului scris de Stephen King, Jocul lui Gerald, cu un scenariu scris de Jeff Howard. Trevor Macy este producătorul filmului din partea Intrepid Pictures. Într-un interviu cu Rue Morgue din septembrie 2016, Mike Flanagan a anunțat că ecranizarea va avea premiera pe Netflix. El nu a precizat când va avea loc premiera sau dacă Stephen King va fi implicat. Carla Gugino și Bruce Greenwood au primit rolurile lui Jessie și Gerald Burlingame, împreună cu Henry Thomas, Carel Struycken, Kate Siegel și Chiara Aurelia.
Filmările principale au început pe 17 octombrie 2016, în Mobile, Alabama.

## Lansare
Filmul a fost lansat pe 29 septembrie 2017 de Netflix.

## Primire
Pe site-ul Rotten Tomatoes, filmul are un rating de 91% bazat pe 53 de recenzii, cu un rating în medie de 7,5/10 recenzia fiind: "Carla Gugino menține suspansul la scară mică din Jocul lui Gerald cu o performanță ce îi definește cariera". Pe Metacritic, filmul are un scor de 76 din 100, bazat pe 11 recenzii, indicând "recenzii majoritar favorabile".  Stephen King însuși a numit filmul "hipnotizant, înspăimântător și grozav" după ce a văzut montajul brut.